# Melchior Berthold
Melchior Berthold (auch Bertholdt, Bartholdt; * 1638; † 10. August 1698 in Brilon) war Bürgermeister der Stadt Brilon vor 1698.
In einer Urkunde von 1662 wird er als Medicus bezeichnet. Bertholdt behandelte einen Angeklagten, der sich in selbstmörderischer Absicht am Hals verletzt hatte, um sich dem Gerichtsverfahren zu entziehen. Der später Verurteilte starb an seiner Verletzung, die Galgenstrafe wurde an der Leiche vollzogen. 
Eine noch bekannte Inschrift auf seiner Grabplatte, die 1843, wie viele andere auch, als Schrott verkauft wurde, bezeichnete ihn als Elect(oralis) inspector metallorum. Berthold hatte das für die Briloner Gewerke äußerst wichtige und einflussreiche Amt des Bergmeisters des Kurfürsten von Köln inne und bekleidete auch das Amt des kurfürstlichen Bergwerkinspektors.